# Olszewo-Borki (gmina)
Pour les articles homonymes, voir Olszewo-Borki.
Olszewo-Borki est une gmina rurale (gmina wiejska) de la powiat d'Ostrołęka, dans la Voïvodie de Mazovie, dans le centre-est de la Pologne.
Son siège administratif (chef-lieu) est le village de Olszewo-Borki, qui se situe environ 3 kilomètres au sud-ouest d'Ostrołęka (siège de la powiat) et 99 kilomètres au nord-est de Varsovie (capitale de la Pologne).
La gmina couvre une superficie de 75,6 km2 pour une population de 9 505 habitants en 2006.

## Histoire
De 1975 à 1998, la gmina est attachée administrativement à la voïvodie d'Ostrołęka.

Depuis 1999, elle fait partie de la voïvodie de Mazovie.

## Géographie
La gmina d'Olszewo-Borki inclut les villages et localités de :

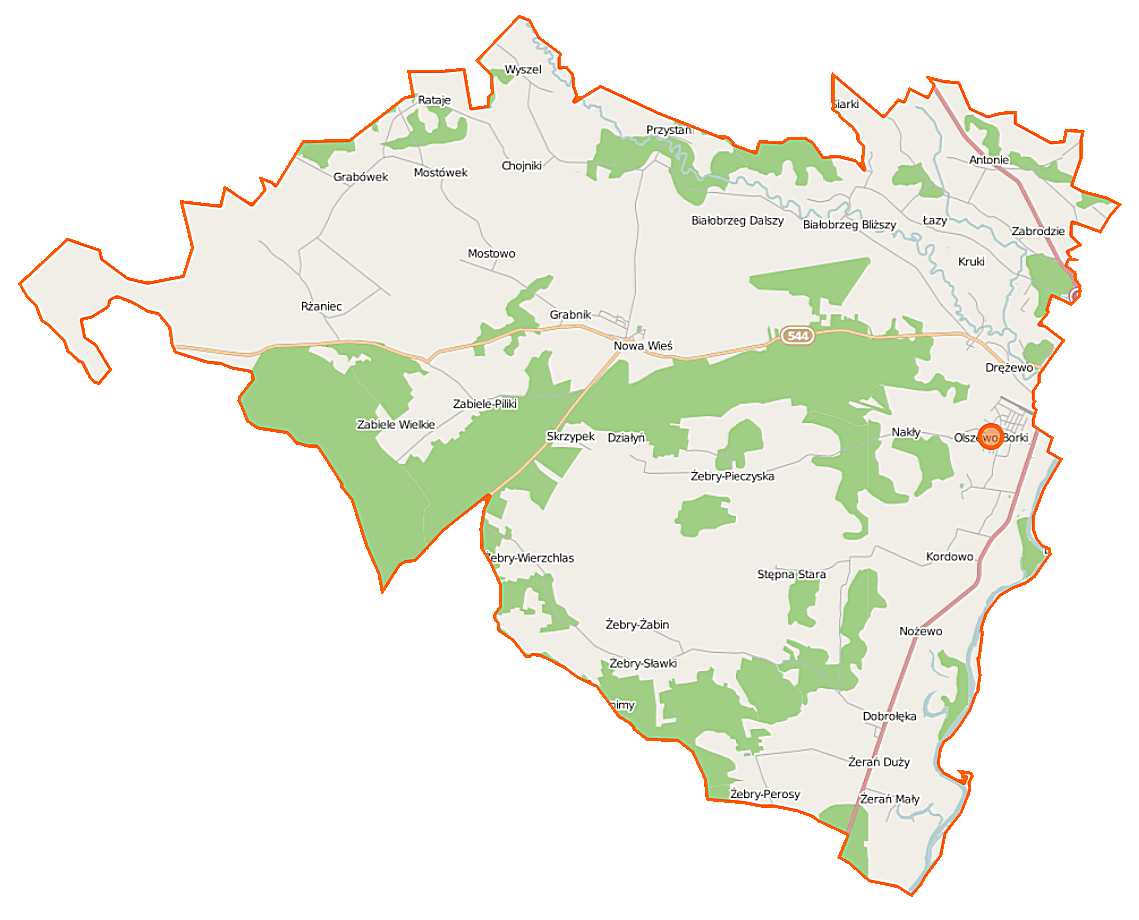
Plan de la gmina

- Antonie
- Białobrzeg Bliższy
- Białobrzeg Dalszy
- Chojniki
- Dobrołęka
- Drężewo
- Działyń
- Grabnik
- Grabówek
- Grabowo
- Kordowo
- Kruki
- Łazy
- Mostówek
- Mostowo
- Nakły
- Nowa Wieś
- Nożewo
- Olszewo-Borki
- Przystań
- Rataje
- Rżaniec
- Stepna Stara
- Stepna-Michałki
- Wyszel
- Zabiele Wielkie
- Zabiele-Piliki
- Zabrodzie
- Żebry-Chudek
- Żebry-Ostrowy
- Żebry-Perosy
- Żebry-Sławki
- Żebry-Stara Wieś
- Żebry-Wierzchlas
- Żebry-Żabin
- Żerań Duży
- Żerań Mały

### Gminy voisines
La gmina d'Olszewo-Borki est voisine de :
- la ville de :
  - Ostrołęka
- et des gminy suivantes :
  - Baranowo
  - Krasnosielc
  - Lelis
  - Młynarze
  - Rzekuń
  - Sypniewo

## Structure du terrain
D'après les données de 2002, la superficie de la commune d'Olszewo-Borkiest est de 75,6 km2, répartis comme tel :
- terres agricoles : 50%
- forêts : 43%

La commune représente 9,32% de la superficie du powiat.

## Démographie
Données du 30 juin 2004 :
| Description        | Total  | Total | Femmes | Femmes | Hommes | Hommes |
| ------------------ | ------ | ----- | ------ | ------ | ------ | ------ |
| Unité              | Nombre | %     | Nombre | %      | Nombre | %      |
| Population         | 9 273  | 100   | 4 545  | 49     | 4 728  | 51     |
| Densité (hab./km²) | 47,4   | 47,4  | 23,2   | 23,2   | 24,2   | 24,2   |